# Џетмор (Канзас)
Џетмор (енгл. Jetmore) град је у америчкој савезној држави Канзас.

## Демографија
По попису из 2010. године број становника је 867, што је 36 (-4,0%) становника мање него 2000. године.
| Група             | 2000.       | 2010.       |
| Белци             | 855 (94,7%) | 815 (94,0%) |
| Афроамериканци    | 11 (1,2%)   | 1 (0,1%)    |
| Азијати           | 0 (0,0%)    | 4 (0,5%)    |
| Хиспаноамериканци | 27 (3,0%)   | 40 (4,6%)   |
| Укупно            | 903         | 867         |